# Lethiscus
Lethiscus stocki es una especie extinta de lepospóndilo perteneciente al clado Aistopoda, siendo el representante más primitivo (basal) de dicho grupo. Vivió a mediados del período Carbonífero Inferior (Misisípico) en lo que hoy es Escocia. El cráneo era ligero y exhibía una forma elonganda. Esta forma también estaba reflejada en el resto del cuerpo, el cual asemejaba al de una serpiente. Las órbitas del cráneo estaban proyectadas hacia adelante, con las regiones de los carrillos sin osificar. Carecía de extremidades, pero sin embargo, y a diferencia de las otras especies en Aistopoda, las vértebras todavía poseían intercentros, sumado a un pleurocentro alargado.